# 中川安奈 (アナウンサー)
中川 安奈（なかがわ あんな、1993年10月22日 - ）は、日本のフリーアナウンサーである。ホリプロ所属。元NHKアナウンサー。

## 来歴
東京都出身。父の仕事の関係で、3歳から4年間フィンランド、10歳から4年間プエルトリコに住んでいた。プエルトリコに住んでいた時期がパーソナリティーが一番できた時期と述べている。慶應義塾湘南藤沢高等部、慶應義塾大学法学部政治学科卒業。

### 学生時代
高校生の時、東日本大震災での復興を願い、現地にボランティアとして足を運んでいた。
海外生活でニュース番組を見て、女性キャスターが男性と対等の立場で物事を伝える姿にカッコいいなと思った経験から、高校3年生で本格的にアナウンサーについて意識するようになる。
テレビ朝日アスクに通い、報道番組『News Access』（BS朝日）の学生キャスターとして出演。
『ミス慶應2015』に出場し、ファイナリストに選出された。
大学時代はゼミナールで「国内メディアの社会問題の伝え方の違い」について研究。2年生の頃にスタンフォード大学へ短期留学をした。論文をヘイトスピーチをテーマにした際は新大久保に行って、その場にいる人たちに話を聞いたり、京都にある朝鮮学校に自らアポ取りして取材したりするなど、“生の声”を聞くことを心がけたという。
ダンスサークルとメディア・コミュニケーション研究所に所属。

### NHK時代
2016年、日本放送協会（NHK）にアナウンサーとして入局。初任地はNHK秋田放送局で3年近く勤務。2019年の人事異動でNHK広島放送局へ転勤。翌年の2020年に東京アナウンス室へ異動。主にスポーツアナウンサーとして『サンデースポーツ』のキャスター、「2024年パリオリンピック」の閉会式中継の実況などを担当した。
2025年3月、NHKを退職。

### フリー転向後
2025年4月1日よりホリプロスポーツ文化事業部に所属し、フリーアナウンサーとして活動することを発表。
同月6日放送のバラエティ番組『アッコにおまかせ!』（TBS系列）で民放テレビ番組に初出演。

## 人物

### 家族
- 妹がいる[15]。

### 性格
- 天真爛漫[3]

### 趣味・特技
- 趣味 - ダンス、水泳、手話[1]
- 特技 - 英語、スペイン語[16]、犬の鳴きまね[16]、耳を動かすこと[16]

### 嗜好
- 広島の推しおみやげ - 生もみじ[10]

## 出演

### NHK時代

#### 秋田放送局時代（2016年度 - 2018年度）
- どーも、NHK（2016年6月12日） - 新人お披露目
- ニュースこまち - リポーター
  - 「安奈のWecome TO AKITA」のコーナーも担当していた。
- 秋田県のニュース - 中継・リポート
- ニュースこまち845
- 秋田駅前 喫茶こまち
- ニュース シブ5時（2017年10月23日 - 27日）
  - 魚住優の休暇に伴うリポーター代理として東京都内からの中継リポートを担当した。
- 旅ラジ!（2018年5月15日・16日）
  - 15日は男鹿市、16日は三種町から放送
- おはよう秋田 - 吉田紗也佳のキャスター代行
- きく・こまち
- ニュースあきた845
- 2018 FIFAワールドカップ デイリーハイライト（2018年6月18日 - 22日）
- 第100回全国高等学校野球選手権記念大会（2018年8月8日 - ）ふるさとリポーター
- あさイチ（2018年12月6日） - 「JAPA-NAVI 実録!なまはげ／男鹿半島」ナビゲーター

#### 広島放送局時代（2019年度）
- 広島・中国地方のニュース
- おはようひろしま（2019年4月 - 2020年3月）- キャスター
- ラウンドちゅうごく - キャスター
- 台風10号特設ニュース（2019年8月15日）
- NHKニュースおはよう日本（2019年8月31日・9月1日・7日・8日） - 石橋亜紗のキャスター代行[注 1]
- 台風17号特設ニュース（2019年9月22日・23日） - 広島放送局より災害状況を伝えた（全国放送）[注 2]。

#### 東京アナウンス室時代（2020年度 - 2024年度）
- あさイチ（2020年4月2日 - 2024年3月14日） - リポーター
- 千鳥のスポーツ立志伝 （2020年12月23日 - 2022年3月） - MC
- 頑張れ!みんな!今日は一日「応援歌（エール）」三昧（2020年5月4日） - 進行
- クイズ!ニアニア（2020年7月22日）- 司会進行
- へんてこ生物アカデミー（2020年8月13日）
- 第48回ローザンヌ国際バレエコンクール（2020年8月16日） - 司会進行
- あさイチ（2020年8月18日、2021年3月19日、2021年3月22日、2021年3月26日） - 近江友里恵の代理司会
- さわやか自然百景（2020年8月30日「鶴見川 春から夏」、2020年12月27日「東京 あきる野の丘陵」 - ナレーション
- 日本陸上選手権伝説〜頂上決戦　秘蔵映像スペシャル〜（2020年9月27日、BS1） - 司会進行
- 令和2年度NHK新人お笑い大賞（2020年11月1日） - 司会進行
- 新春生放送!東西笑いの殿堂2021（2021年1月3日） - 司会進行
- 新・BS日本のうた（2021年2月13日、2月28日、3月14日） - 司会進行
- NHK杯体操選手権（2021年5月15日、5月16日） - MC
- ひむバス!（2021年11月3日、2022年7月18日、2022年12月3日、総合） - バスガイド役 レギュラー（不定期特番）[17]
- 2022年新春!ニッポン"ふるさと"リレー（2022年1月1日） - 三宅裕司と共に司会進行
- サンデースポーツ（2022年4月 - 2025年3月） - キャスター
- これって攻めすぎ!?世界旅行（2022年7月 - 2023年3月）
- 参議院議員通常選挙開票速報（2022年7月10日 - 11日、ラジオ第1・FM） - サブキャスター
- FIFAワールドカップ2022 - スタジオ進行
  - 開幕スペシャル（2022年11月21日）
  - まもなく日本対ドイツ キックオフ直前スペシャル（2022年11月23日）
  - グループE「日本」対「ドイツ」（2022年11月23日 - 2022年11月24日）
  - グループA「カタール」対「セネガル」（2022年11月25日 - 2022年11月26日）
  - デイリーハイライト（2022年11月29日 - 2022年12月1日）
  - グループF「クロアチア」対「ベルギー」（2022年12月1日 - 2022年12月2日）
  - デイリーハイライト（2022年12月2日）
  - 準々決勝「クロアチア」対「ブラジル」（2022年12月9日 - 2022年12月10日）
  - デイリーハイライト（2022年12月14日）
  - デイリーハイライト（2022年12月15日）
- スポーツ中継
- スポヂカラ!（2023年4月 - 2025年3月）
- ラグビーワールドカップ2023（総合・BS4K・NHKプラス）
  - 開会式&1次リーグ・グループA「フランス」対「ニュージーランド」（2023年9月9日） - スタジオ副音声進行（スタジオ解説：五郎丸歩・田村優・山本幸輝）
  - ウィークリーハイライト（2023年9月16日） - スタジオ進行（竹林宏アナウンサーとともに、解説：五郎丸歩）
- #NHK（2024年4月12日 - 2025年3月28日） - NHKの広報ミニ番組
- お好み845（2024年4月17日） - 広島放送局への応援
- パリ五輪閉会式実況

### フリー転向以後
- アッコにおまかせ!（TBSテレビ、2025年4月6日[18]、5月11日、6月8日、7月6日）
- 酒のツマミになる話（フジテレビ、2025年4月18日）
- サンデージャポン（TBSテレビ、2025年4月20日）
- プロ野球ニュース 月間好プレー（BSフジ、2025年5月4日 - 、シーズン中に月1回放送） - MC
- 踊る!さんま御殿!!（日本テレビ、2025年5月6日）
- ダウンタウンDX（読売テレビ、2025年5月29日）
- 5時に夢中!（TOKYO MX、2025年6月20日）
- ゴゴスマ -GO GO!Smile!-（CBCテレビ、2025年7月24日）
- 日本一の海中空大花火!ぎおん柏崎まつり海の花火大会2025生中継（BSフジ、2025年7月26日） - 司会
- 旬感LIVE とれたてっ!（関西テレビ放送、2025年7月31日）
- ロンドンハーツ（テレビ朝日、2025年8月5日） - テロップで名前のミスがあり、「元NHKアナウンサー 中川杏奈」と表示していた。
- 呼び出し先生タナカ 納涼!この夏行きたい人気観光地新常識SP（フジテレビ、2025年8月18日）

## 同期のNHKアナウンサー
- 浅野里香
- 江原啓一郎
- 押尾駿吾
- 小野文明
- 川﨑理加
- 佐々木芳史
- 澤田拓海
- 佐藤あゆみ（退職→フリーアナウンサー）
- 高栁秀平（退職→博報堂DYメディアパートナーズグループ）
- 竹野大輝
- 中村慎吾
- 法性亮太
- ホルコムジャック和馬